# 保田圭
保田 圭（やすだ けい、1980年12月6日 - ）は、日本の歌手、女優、タレント。元モーニング娘。の2期メンバー。本名は小崎 圭（こざき けい、旧姓：保田）。愛称は圭ちゃん、ケメ子、ケメちゃん、ホダケー。
千葉県富津市出身。血液型A型。身長157 cm。アップフロントクリエイト所属。夫はイタリア料理研究家の小崎陽一。

## 略歴
1998年5月にテレビ東京『ASAYAN』の『モーニング娘。の追加メンバーオーディション』で、5,000人以上の応募者から、矢口真里、市井紗耶香とともに選ばれた。
初代リーダー・中澤裕子が卒業すると、2代目リーダー・飯田圭織をサポートする初代サブリーダーを務めた。
2003年5月5日にさいたまスーパーアリーナで開催されたコンサートをもってモーニング娘。を卒業した。この公演はモーニング娘。としては過去最大の観客動員数となる28,000人を集めた。

### 年譜
1998年
- 5月、矢口真里、市井紗耶香とともに、モーニング娘。の2期メンバーとして加入。
- 5月27日、モーニング娘。の2ndシングル「サマーナイトタウン」が保田にとってのデビュー曲となる。

1999年
- 11月、市井紗耶香、後藤真希とともに、モーニング娘。内のユニットとしては二つ目となるプッチモニを結成。

2000年
- 4月、4期メンバーとして加入した石川梨華の教育係になる。
- 6月、市井紗耶香のモーニング娘。脱退後に吉澤ひとみが加入し、新生プッチモニの初代リーダーに就任。

2001年
- 4月、モーニング娘。の初代リーダー中澤裕子の卒業に伴い、初代サブリーダーに就任。

2002年
- 9月、後藤真希とともにプッチモニを卒業。

2003年
- 5月5日、さいたまスーパーアリーナで開催された『モーニング娘。CONCERT TOUR 2003春 "NON STOP!"』の公演を最後に、モーニング娘。を卒業。ハロー!プロジェクトのサブリーダーに就任[5]。
- 6月、レギュラー番組『ハロー!モーニング。』の3代目司会者に就任。

2005年
- 12月、フジテレビで放送された『カスペ!・部活』で、芸能人によるチアダンスチーム「お台場レインボーチアーズ」のメンバーとしてチアダンスの全国選手権に出場。
- 12月31日、『第56回NHK紅白歌合戦』に、モーニング娘。新旧メンバー混成のスペシャル・ユニットで出場。

2009年
- 3月31日、ハロー!プロジェクトを卒業。翌月より新ファンクラブ「M-line club」に所属。
- 6月7日、『2009 ハロー!プロジェクト新人公演4月〜横浜HOP!〜』の写真集を保田が撮影者として出版。

2010年
- 5月27日、LIQUIDROOM ebisuにて、デビュー12周年を記念したスペシャルライブ『保田圭&矢口真里 Special Live 2010 〜君に届け13年目への感謝!!〜』を開催。
- 12月5日、ライブハウス「晴れたら空に豆まいて」にて、『保田圭 30th Birthday Live 〜Dear My Friend〜』を開催。

2011年
- 5月19日、出生地・富津市より「富津市観光大使」[2]に（井上由美子とともに）任命される[6][7]。
- 12月8日、ミュージックレストラン「La Donna」にて、『保田圭 31th Birthday Live 〜君への歌〜』を開催。

2013年
- 5月29日、イタリア料理研究家の小崎陽一と結婚[3]。

2017年
- 7月28日、夫の小崎との間に第1子を妊娠していることが明らかになり、この時点で安定期に入っており翌年年明けに出産予定とされた[8]。同日、自身のブログで第1子妊娠を報告、その後の活動については体調と相談しながら進めていくこととした[9]。

2018年
- 1月7日、第1子男児を出産[10]。

2023年
- 1月1日、所属事務所をジェイピィールームからアップフロントクリエイトへ移籍。

## 人物
- モーニング娘。加入直前まで日本マクドナルドでアルバイトをしていた[11]。
- モーニング娘。加入直後から、自分が周りのメンバーよりも容姿で劣っていることを気にしはじめ、自分のポジションを築くために、いろいろなキャラを演じるが上手く行かず、更にトークも上達しなかったことから、空気のような存在になり、モーニング娘。の中で孤立して行った[12]。
- 自分のポジションを築けないまま人気も上がらず迷走していたが、ある日インタビューで好きな食べ物について答えた内容がスタッフにウケたことをきっかけに、お笑いに活路を見出すようになる。ここからイジられキャラに転じ芸人同様の仕事をこなしたことで、自分のポジションを築いて人気を得るようになった。特に『うたばん』で石橋貴明と中居正広にイジられ続けたことで、そのポジションは確実なものとなった[12]。後に野呂佳代との対談では「引き立て役として必要な存在」とかたられている他、嗣永桃子に映り方の教材DVDに保田が見本として挙げられてると言う。
- モーニング娘。在籍中の5年間で、PVでの露出時間の合計はわずか3分45秒であった[13]。
- 『ハローキッズ』（テレビ東京系）では「美少女戦士オシエンジャー」に扮した。
- モーニング娘。卒業当時の保田はまだ22歳であったが、とくに辻希美・加護亜依からは愛情と照れを込めて「おばちゃん」と呼ばれていた。卒業後は主に「ケメ子」「ケメちゃん」の愛称で呼ばれていた。
- 保田の卒業公演翌日の新聞各紙には、「今でこそ当たり前になった増員だが、当時1期メンバーにとっては受け入れがたいもので、何度も衝突。そのたびに悔し涙を流した。ダンスもなかなか覚えられず、トーク番組でもまともにしゃべることができずに、涙に明け暮れる日々が続いた。今ではダンスも歌唱力も1、2位を争うまで成長し、後輩の困った顔を見ると世話を焼かずにはいられない頼もしい先輩になっていた」（2003年5月6日、サンケイスポーツ）、「目まぐるしく増減をくり返したモー娘。の中で、一見、地味ながらも実は屋台骨を支える重要な存在だった。歌と踊りをのみ込むセンスは抜群。卒業者が出るたびに『空いたパート』をカバーして、モー娘。ならではの複雑なフォーメーションを支え続けた」（2003年5月6日、スポーツニッポン）などと掲載された。
- カメラ・写真撮影・水泳が趣味であり、カメラ・写真撮影は専門誌『snap!』第6号でも掲載された[14]。また、『2009 ハロー!プロジェクト新人公演4月〜横浜HOP!〜』でのハロプロエッグをリハーサルから本番まで密着したメイキングフォトブック「汗＊涙＊笑顔」として、保田が撮影者として出版された。一方、水泳は、小さいころから習っていたことがあり、今でもオフのときにプールで泳ぐことがある。
- 2009年9月に扁桃腺を摘出する手術を受け、2010年3月に計6回にわたり、朝日新聞朝刊生活面の全国版に特集記事として掲載された。
- 前述の通り、2011年から出身地である千葉県富津市の観光大使を務めているが、バラエティ番組で富津市のシルエットクイズを誤答（館山市を選択）したり、浜田幸一が同郷であるのを知らず、母親に怒られた過去があることを語っている[6][15]。
- 「イジられキャラ」で有名であったが、そのキャラクターが災いしてプライベートではもてることは全くなかった。しかし、当時の保田のキャラクターを知らない小崎と知り合う機会に恵まれ、結婚に至った[16]。
- プライベートでは華原朋美[17]、藤原紀香、ビビアン・スー[18]、篠田麻里子、内山理名[19]、黒木瞳[20]らと親交がある。
- 電車でGO!旅情編の函館市電に「保田圭祭」と言う看板が出てくる。

## 出演

### テレビ

#### バラエティ
- モーニング娘。のへそ（2000年1月4日 - 9月、テレビ東京）
- ハロー!モーニング。（2000年4月9日 - 2007年4月1日、テレビ東京）
- ハローキッズ（2002年4月2日 - 2004年3月26日、テレビ東京）
- 美少女教育II（2002年7月2日 - 9月25日、テレビ東京）
- MUSIX!（2002年7月9日・23日、テレビ東京）
- 歌ドキッ! 〜ポップクラシックス〜（2007年11月23日・24日・27日・28日・29日、テレビ東京）
- UTAGE!（TBS） - 準レギュラー
- クイズ!脳ベルSHOW（2021年3月3日・4日、BSフジ） - ゲスト

#### ドラマ
- こちら本池上署（2002年8月5日、TBS） - 城戸真奈美 役
- モーニング娘。サスペンスドラマスペシャル三毛猫ホームズの犯罪学講座（2002年12月28日、TBS） - 村瀬明香 役
- NHK夜の連続ドラマ「トキオ 父への伝言」（2004年8月30日 - 9月30日、NHK総合） - 坂田竹美 役
- 終戦60年特別ドラマ「二十四の瞳」（2005年8月2日、日本テレビ） - 香川マスノ 役
- 金曜プレステージ「新宿の母物語」（2006年12月22日、フジテレビ）
- 水曜ミステリー9「捜査一課・見当たり班 鷹子の眼」（2007年1月31日、テレビ東京） - 畑中真知子 役
- 数学♥女子学園（2012年3月21日、日本テレビ） - 巣鴨明奈 役
- 水曜ミステリー9「密会の宿9 宝石の甘い罠」（2012年6月27日、テレビ東京） - 広中千佳 役
- 幸せの時間（2012年11月5日 - 12月28日、東海テレビ） - 柳由紀 役
- 金曜プレステージ「小京都連続殺人事件×外科医 鳩村周五郎」（2013年10月18日、フジテレビ） - 戸塚明奈 役
- プレミアムよるドラマ「おふこうさん」第3話（2014年1月21日、NHK BSプレミアム） - 伏山幸子 役
- その「おこだわり」、私にもくれよ!! 第10話（2016年6月10日、テレビ東京） - 本人 役
- 月曜名作劇場「犯罪資料館 緋色冴子シリーズ 赤い博物館」（2016年8月29日、TBS） - 田村久美 役
- 青の時代 名曲ドラマシリーズ「モーニング娘。“LOVEマシーン”」（2017年3月26日、NHK BSプレミアム） - 工員B 役

### CM
- 日本コカ・コーラ「ジョージア ご褒美ブレイク」（2010年9月 - ） - アフタヌーン娘δとして出演
- ソフト99コーポレーション 「フクピカ・拭くレボリューション篇」（2013年4月 - ）

### ラジオ
- モーニング娘。のお願いMORNING CALL!（1998年10月 - 1999年3月、TOKYO FM）
- プッチモニダイバー（1999年10月 - 2000年12月、TOKYO FM）
- プッチモニダイバーV3（2001年1月8日 - 2002年9月26日、TOKYO FM）
- ヤングタウン土曜日（2000年10月 - 2002年3月・2009年10月 - 、MBSラジオ）
- 服部幸應 WELL TASTE（2016年4月3日 - 2017年12月31日・2018年4月1日 - 、FM NACK5） - 2018年1月 - 3月は産休
- HELLO! DRIVE! -ハロドラ-（2016年10月3日 - 2017年9月27日、Radio NEO） - 水曜レギュラー
- まんまる（2024年4月 - 木曜日 三週間に一度[21]、NHK  R1）

### インターネット
- 第14回ハロプロビデオチャット（2005年6月10日、ハロー!プロジェクト on フレッツ）
- 勝ち抜き!アイドル天国!!ヌキ天（2007年11月14日、GyaO）

### 映画
- モーニング刑事。抱いてHOLD ON ME!（1998年8月）
- ピンチランナー（2000年5月）

### 舞台・ミュージカル
- LOVEセンチュリー〜夢はみなけりゃ始まらない〜（2001年5月3日 - 27日、日生劇場）
- モーニング・タウン（2002年5月24日 - 6月24日、青山劇場）
- 羅生門〜女たちのまぼろし〜（2004年1月4日 - 29日、日生劇場） - 河童ペップ 役他
- 夏ノ夜ノ夢（2006年3月5日 - 14日 日生劇場、2006年3月18日 - 26日、大阪松竹座） - ハーミア 役
- 大人の麦茶第九杯目公演「ネムレナイト」（2006年5月10日 - 14日、シアターグリーン メインホール） - 新谷宝子 役
- MAMA LOVES mambo IV（2006年8月18日 - 9月9日、ル・テアトル銀座他、福岡・広島・大阪・名古屋） - 華岡りえ 役
- 劇団シニアグラフィティ第3回公演「昭和歌謡シアター新宿の女」（2007年1月31日 - 2月7日、新宿スペース107） - 篠崎安子 役
- 楊貴妃の漢方薬（2007年5月23日 - 5月29日 HEP HALL、6月9日 - 17日、シアターグリーン メインホール） - 武恵紀 役
- 大人の麦茶第十二杯目公演「ちがいますシスターズ」（2007年8月15日 - 19日、紀伊國屋ホール） - 菅田小春 役
- Doris & Orega Collection Vol.3「COASTER（コースター）」（2007年10月11日 - 21日、青山円形劇場他、北九州・山口・岡山・大阪・富山・名古屋） - 若林文重 役
- 神田時来組公演「志士たち」（2008年6月11日 - 15日、シアターサンモール） - おうの（高杉晋作の妾・梅処尼） 役
- THEどツボッ!!（2008年7月18日 - 27日、東京芸術劇場小ホール2） - 黒坂綾乃 役
- レモンスター（2008年12月4日 - 7日、シアタートラム） - 夕子 役
- ミコトマネキン（2009年4月23日 - 5月2日、赤坂レッドシアター） - 那須野詩織 役
- エブリ リトル シング '09（2009年8月10日 - 16日、天王洲銀河劇場） - 玲奈 ほか6役
- ロマンチックにヨロシク（2009年12月2日 - 6日、あうるすぽっと・豊島区立舞台芸術交流センター） - 聖美 役
- 桃色書店へようこそ（2010年4月12日、シアターグリーン BIG TREE THEATER） - ゲスト出演
- マーダーファクトリー（2010年4月24日 - 29日、シアター1010） - 楠本刑事 役
- 水木英昭プロデュースvol.10「眠れぬ夜の1×8レクイエム〜ネイキットポリスアカデミー〜」（2010年6月9日 - 15日、紀伊国屋ホール） - 南條伊織 役
- ドリームダン第5回公演「僕に似合いの身体」（2010年7月20日 - 25日、新宿THEATER BRATS） - 磯野渚 役
- アリー・エンターテイメントプロデュース「いい日、リストラ」（2010年8月18日 - 22日、シアターグリーン BIG TREE THEATER）
- 人生はショータイム!（2010年9月30日 - 10月7日、全労済ホールスペース・ゼロ） - 美園エリコ 役
- 源氏物語×大黒摩季songs〜ボクは、十二単に恋をする〜（2010年10月28日・29日、天王洲銀河劇場） - ゲスト出演
- 大森ヒロシプロデュース『あまから』（2010年11月12日 - 21日、中野 ザ・ポケット） - 宮田優 役
- 安倍内閣（2010年12月22日 - 27日、本多劇場） - 本橋美幸 役
- チョコレートガールズ2 〜チョコレートガールズVSアズキガールズ〜（2011年2月9日 - 14日、前進座劇場） - 東子 役
- 更地5（2011年3月1日 - 6日、シアター711）
- ミュージカル「眠れる森の美女」
  - 2011年7月16日 - 9月4日、三越劇場ほか5都市20公演
  - 2012年7月16日 - 9月29日、板橋区立文化会館ほか12都市16公演
- 更地6（2012年2月7日 - 12日、シアター711）
- 大人の麦茶 第十九杯目公演 「B・B〜bumpy buddy〜」　(2012年5月9日 - 15日、新宿・紀伊國屋サザンシアター)
- 旅立ち〜足寄より〜（2012年7月30日 - 8月3日、草月ホール） - 千春の姉 役
- 大森ヒロシプロデュースvol.3『あおげば』（2012年12月7日 - 16日、中野テアトルBONBON）
- ミュージカル「アイ・ハヴ・ア・ドリーム」（2013年3月26日 - 31日　六行会ホール） - フィリス 役

### ライブ
- 保田圭フォークコンサート（2004年8月8日、東京）
- 保田圭・稲葉貴子カジュアルディナーショー（2005年5月2日 - 10日、東京）
- 保田圭・安倍なつみジョイントコンサート（2005年8月8日、東京）
- 保田圭・石川梨華クリスマスディナーショー（2006年12月23日、東京）
- 保田圭・稲葉貴子カジュアルディナーショー（2007年2月11日 - 12日、東京）
- 保田圭・矢口真里ジョイントコンサート（2007年8月8日、東京）
- 保田圭・矢口真里・高橋愛サマーディナーショー（2007年8月13日、大阪）
- 保田圭・矢口真里カジュアルディナーショー（2008年12月13日・14日、東京）
- 保田圭・矢口真里カジュアルディナーショー（2009年5月23日 - 6月6日、大阪・東京・福岡）
- 保田圭・矢口真里 Special Live 2010〜君に届け13年目への感謝!!〜（2010年5月27日・30日、東京・大阪）
- 保田圭 30th Birthday Live 〜Dear My Friend〜（2010年12月5日、晴れたら空に豆まいて）
- 保田圭 31th Birthday Live 〜君への歌〜（2011年12月8日、La Donna）
- Hello! Project COUNTDOWN PARTY 2013 〜GOOD BYE & HELLO!〜（2013年12月31日、中野サンプラザ）[22]
- Hello! Project 20th Anniversary!! Hello! Project 2018 SUMMER 〜ALL FOR ONE〜/〜ONE FOR ALL〜（2018年8月4日・5日・26日、中野サンプラザ、計3公演） - ゲスト出演[23]
- Hello! Project 20th Anniversary!! Hello! Project 2019 WINTER 〜YOU & I〜（2019年1月12日、中野サンプラザ、昼公演） - ゲスト出演[24]
- Hello! Project 25th ANNIVERSARY CONCERT「ALL FOR ONE & ONE FOR ALL!」ACT I（2023年9月10日、国立代々木競技場 第一体育館）[25]
- モーニング娘。'23 コンサートツアー秋「Neverending Shine Show」SPECIAL（2023年11月28日、横浜アリーナ） - ゲスト出演

### イベント
- 保田圭・稲葉貴子・アヤカの日帰りバス旅行（2005年3月12日、茨城）
- 保田圭・稲葉貴子・アヤカの1泊2日バス旅行（2005年5月14日 - 15日、長野）
- 保田圭・稲葉貴子・アヤカの1泊2日バス旅行（2006年6月10日・11日、長野）
- ハロー!プロジェクトオフィシャルショップイベント（2006年8月2日、京都）
- 保田圭・稲葉貴子・アヤカの1泊2日バス旅行（2007年6月2日・3日、長野）
- 保田圭クリスマスイベント（2008年12月23日、横浜）
- Forest For Rest 〜SATOYAMAへ行こう〜 SATOYAMA movement in YOKOHAMA（2013年3月2日・3日、パシフィコ横浜）[26]
- Forest For Rest 〜SATOYAMA & SATOUMIへ行こう 2014〜（2014年3月29日・30日、パシフィコ横浜）[27]
- Forest For Rest 〜里山・里海へ行こう〜 SATOYAMA & SATOUMI with 勇気の翼 2014 収穫祭（2014年11月22日、ららぽーとTOKYO-BAY）[28]
- 遊ぶ。暮らす。育てる。SATOYAMA & SATOUMIへ行こう 2015 with 勇気の翼 秋フェス（2015年11月21日、モラージュ菖蒲）[29]
- 遊ぶ。暮らす。育てる。SATOYAMA & SATOUMIへ行こう 2016（2016年3月19日、パシフィコ横浜）[30]
- 遊ぶ。暮らす。育てる。SATOYAMA & SATOUMIへ行こう 2017（2017年3月26日、幕張メッセ 国際展示場2・3ホール）[31]
- Hello! Project 25周年 モーニング娘。2期 保田圭・矢口真里Presents「2(に)」（2023年5月26日、I'M A SHOW）[32]
- 千葉県誕生150周年記念行事オープニングイベント（2023年6月11日、森のホール21（松戸市民会館） / 21世紀の森と広場） - オール千葉おもてなし隊オピニオンリーダー

### ナビゲーター
- 80'S POPヒーローたち（2011年6月15日、福生市民会館）

## 作品

### アルバム
- FOLK SONGS 4（2003年5月21日）
- FS5〜卒業〜（2004年2月25日）

### 配信楽曲
矢口真里&保田圭
- 君に届け（着うたは2009年12月1日、着うたフルは2009年12月10日より）
  - 作詞:矢口真里 作曲:保田圭。同年行われたディナーショーの音源である。レコチョクのみの配信。

### 未音源化楽曲
- もう一度〜I miss you〜（作詞・作曲:保田圭）
  - 『保田圭・矢口真里 Special Live 2010〜君に届け13年目への感謝!!〜」』のソロコーナーで発表されたオリジナル曲。

## 書籍

### 写真集
- Kei（2002年3月2日、ワニブックス） ISBN 4-8470-2700-0 （モーニング娘。ソロ写真集シリーズ）
- 2009ハロー!プロジェクト新人公演4月〜横浜HOP!〜汗＊涙＊笑顔（2009年6月7日、保田圭撮影）
- 2009ハロー!プロジェクト新人公演11月〜FIRE!（2009年11月23日、保田圭撮影）

## 所属ユニット
- モーニング娘。（1997年 - 2003年）
- プッチモニ（1999年 - 2003年）
- ポッキーガールズ（2002年 江崎グリコ「ムースポッキー」のCMキャラクター）
- シャッフルユニット
  - 黄色5（2000年）
  - 10人祭（2001年）
  - おどる11（2002年）
  - H.P.オールスターズ（2004年）
  - プリプリピンク（2005年）
- アフタヌーン娘δ（2010年 日本コカ・コーラジョージアのCMキャラクター）
- ドリームモーニング娘。（2011年 - ）